# Botna-Skyrtunna
Botna-Skyrtunna är ett berg i republiken Island. Det ligger i regionen Västlandet, i den västra delen av landet, 90 km norr om huvudstaden Reykjavík. Toppen på Botna-Skyrtunna är 988 meter över havet. Botna-Skyrtunna ingår i Ljósufjöll.
Botna-Skyrtunna är den högsta punkten i trakten. Trakten runt Botna-Skyrtunna är nära nog obefolkad, med mindre än två invånare per kvadratkilometer. Närmaste större samhälle är Stykkishólmur, 19,4 km norr om Botna-Skyrtunna. Trakten runt Botna-Skyrtunna består i huvudsak av gräsmarker.